# Den filmende Baron
Den filmende Baron er en dansk stumfilm fra 1917, der er instrueret af Axel Breidahl.

## Handling
Denne artikel mangler et handlingsreferat. Hjælp os med at skrive det.

## Medvirkende
- Carl Alstrup - Baron Hector Adlersberg
- Alfi Zangenberg - Eva Grace, filmsprimadonna
- Albert Price - Adam Grace, Evas far
- Frantz Stybe - Christian Calorius, Evas tilbeder
- Emilius Lindgreen - Dr. Risinus, Baronens ven
- Knud Lumbye - Filmselskabets direktør